# Macodou Coumba Diarigne Fall
Pour les articles homonymes, voir Macodou Coumba.
Macodou Coumba Diarigne Fall  est un damel  du Cayor – le souverain d'un ancien royaume situé à l'ouest de l'actuel Sénégal. 
Succédant à Madior Yacine Issa, il règne pendant onze ans, entre 1766 et 1777.
Son fils ayant été tué au combat, c'est son neveu Biram Fatim Penda qui lui succède à sa mort.